# Кіровська (станція метро, Самара)
53°12′41″ пн. ш. 50°16′05″ сх. д. / 53.21139° пн. ш. 50.26806° сх. д.
«Кіровська» (рос. Кировская) — станція Самарського метрополітену. Розташована на 1-й лінії між станціями «Юнгородок» і «Безім'янка».

## Технічна характеристика
Конструкція станції — односклепінна мілкого закладення (глибина закладання — 12 м).

## Колійний розвиток
Станція з колійним розвитком — 4 стрілочних переводи, пошерсний з'їзд, 1 станційна колія для обороту та відстою рухомого складу і 1 запобіжний тупик.
Тупики за головними коліями є частиною перегону до станції «Крила Рад», при цьому тупик II колії вміщує два 4-вагонних потяги.

## Вестибюлі
Станція має два виходи обладнаних ескалаторами. Один з вестибюлів наземний (єдиний в Самарському метро), розташовується в центрі Кіровського ринку, на середину 2010-х зданий в оренду під торгові точки і закритий для виходу на поверхню. Другий вихід (також знаходиться на території Кіровського речового ринку) працює, знаходиться між прохідною Самарського підшипникового заводу і залізничною станцією П'ятирічка. Спочатку передбачалося поєднати вихід і залізничну станцію створивши пересадний вузол з приміськими електропоїздами, але проект залишився нереалізованим.

## Оздоблення
Підлога станції вистелена гранітом теплих відтінків, по стінах тягнуться стрічки з мармуру «газган». До торців вони холоднуватих відтінків, а до центру тепліших — червоно-коричневих. На них спирається білосніжне арочне склепіння, підсвічене м'яким білим світлом і створює ілюзію простору. У торцях платформи — художні панно з червоного туфу, що славлять творчу працю людини. Вибір сюжету обумовлено тим, що станція розташована в центрі промислової зони міста і призначалася для підвезення робітників до численних заводів.

## Ресурси Інтернету
- «Кіровська» на сайті Самаратранс.info [Архівовано 10 грудня 2012 у Wayback Machine.](рос.)
- «Кіровська» на сайті «Прогулянки по метро»(рос.)